# Версе-Мер

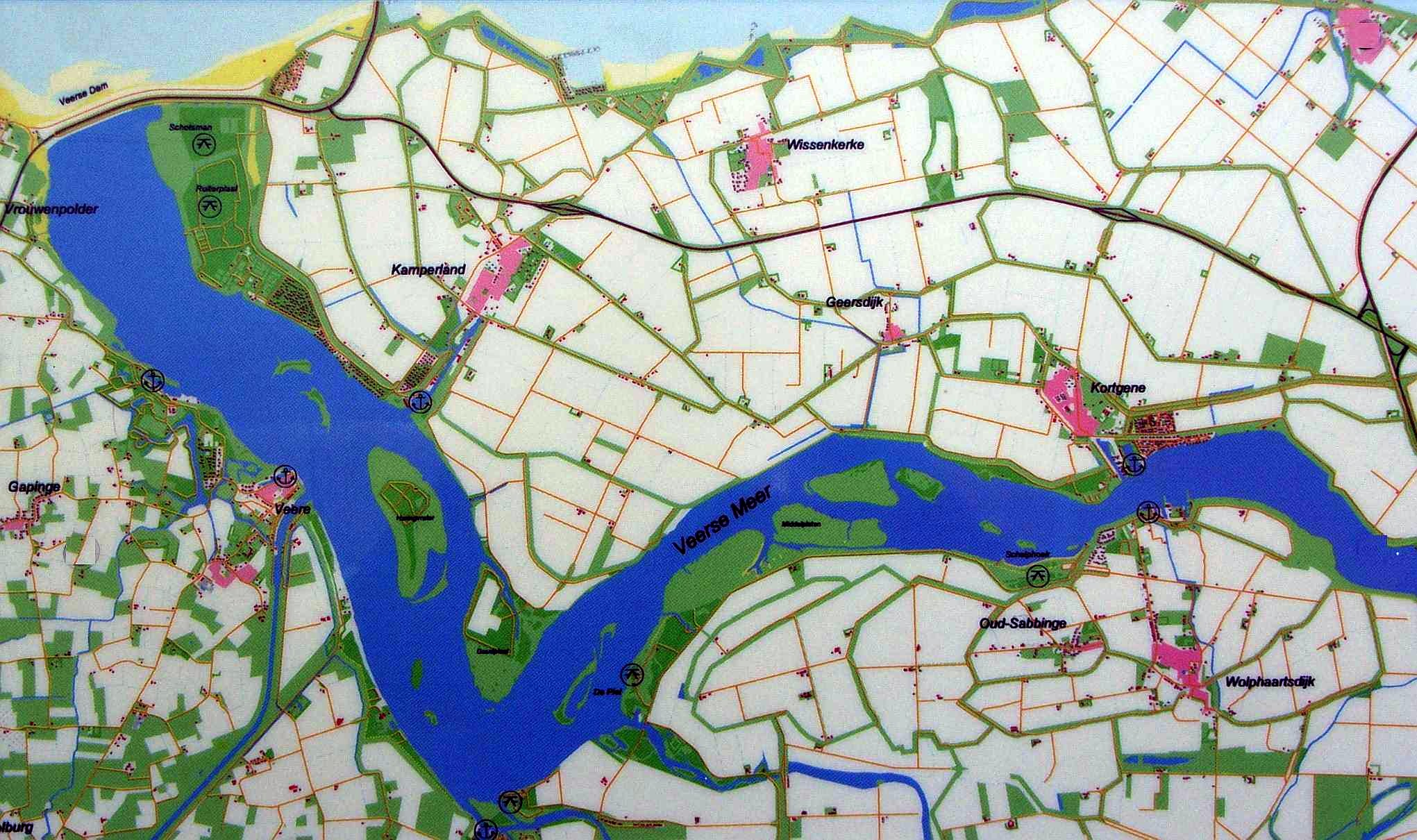
Карта Версе-Мер

Версе-Мер (нидерл. Veerse Meer, также Veerse Gat) — водохранилище в Нидерландах, образованное в 1961 году в результате возведения на одной из проток Шельды дамбы Версе.
Версе-Мер возникло в результате проведения работ по осуществлению плана Дельта, разработанного в конце 1950-х годов в Нидерландах для защиты её юго-западных провинций от наводнений со стороны Северного моря. До 1961 года Версе-Мер имело прямой выход в море. В настоящее время оно омывает с северо-востока полуостров Валхерен и разделяет полуостров Зёйд-Бевеланд и остров Норд-Бевеланд в нидерландской провинции Зеландия.
После возведения в 1961 году плотин, отделивших воды Версе-Мер от Северного моря, содержание соли в воде озера резко уменьшилось и из солёной она превратилась в солоноватую, что оказало негативное воздействие на жизнь изначально морской фауны. Так как на берегах Версе-Мер находятся крупнейшие в Нидерландах производства по выращиванию устриц, с мая 2004 года последовали протесты как экологов, так и производителей моллюсков. В результате был выработан механизм подпитки Версе-Мер солёной, богатой кислородом морской водой, попадающей сюда вместе с приливом. С отливом же в море уходит соответствующее количество застоявшейся воды. Таким образом первичная солёность воды в Версе-Мер постепенно восстанавливается.
В акватории Версе-Мер лежат 13 небольших островов и песчаных банок; на его берегу находится город Вере, давший название озеру.